# 狐狸草甸 (特拉華州)
狐狸草甸（英語：Fox Meadow）是位於美國特拉華州紐卡斯爾縣的一個非建制地區。該地的面積和人口皆未知。

## 地理
狐狸草甸的座標為39°48′10″N 75°41′54″W / 39.80278°N 75.69833°W，而該地的平均海拔高度為118米（即387英尺）。